# Agdistis turia
Agdistis turia – gatunek motyli z rodziny piórolotkowatych.
Gatunek ten opisany został w 2011 roku przez Ceesa Gielisa na podstawie pojedynczej samicy.
Motyl o ciele brązowoszarym z ciemniejszymi, grzebieniastymi czułkami. Przednie skrzydła mają rozpiętość 18 mm, po obu stronach są brązowoszare, z wierzchu z licznymi ciemnobrązowymi łuskami. Wierzch tylnych skrzydeł jest szarobrązowy, a spód brązowoszary z czarnymi żyłkami. Strzępiny obu par szarobrązowe. Żeńskie narządy rozrodcze duży, szeroki, dwupłatkowy siódmy sternit, wykrojone ostium, tak długi jak szeroki przedsionek torebki kopulacyjnej oraz krótkie, dość tęgie gonapophyses anteriores.
Owad afrotropikalny, znany tylko z Turi w Kenii. Spotkany w marcu na wysokości 2440 m n.p.m..